# Sinkankasite
La sinkankasite est un minéral de formule chimique, H2MnAl(PO4)2(OH)·6H2O, nommé en l'honneur du capitaine John Sinkankas (1915 - 2002), auteur réputé et collectionneur de minéraux à l'Institut d'océanographie Scripps,. De structure triclinique, sous forme de cristaux incolores, lamellés à prismatiques jusqu'à 4 mm de longueur, souvent organisés en agrégats radiaux divergents et de pseudomorphes de la triphylite. Elle a été découverte en 1982 dans la pegmatite de Barker, à l'est de Keystone, dans le Dakota du Sud, et décrite en 1984. On la trouve aussi dans la pegmatite de Palermo, à North Groton, dans le New Hampshire ainsi qu'en Russie à Alyaskitovoye.

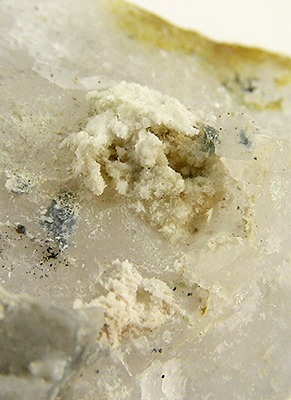

Dans sa localité type, on la trouve en association avec la vivianite, la triphylite, la strengite, le quartz, la muscovite, le microcline, la hureaulite, la fluellite, l'apatite riche en carbonate, la barbosalite et l'albite. Elle s'est formé par hydratation et altération aqueuse à basse température dans des environnements souterrains peu profonds (mode paragénétique n°22).